# Dyroderes umbraculatus
Dyroderes umbraculatus, auch Weißschultrige Baumwanze genannt, ist eine Wanze aus der Familie der Baumwanzen (Pentatomidae). Sie trägt auch die englische Bezeichnung White-shouldered Shield Bug („weißschultrige Schildwanze“).

## Merkmale
Die Wanzen werden 7 bis 9 Millimeter lang. Sie sind graubraun bis braunrot gefärbt. Sie besitzen eine breite ovalförmige Gestalt. 
Ferner besitzen sie einen sehr stark abgerundeten Kopf. 
Die Seiten des Halsschildes sind ebenfalls stark abgerundet. Charakteristisch für die Art sind die hell gefärbten „Schultern“, die seitlichen vorderen Partien des Halsschildes. Das untere Ende des Schildchens (Scutellum) ist hell gefärbt.
Das Connexivum (auf der Seite sichtbarer Teil des Abdomens) ist hell gefärbt mit dunklen Flecken.
Die Fühler weisen helle und schwarze Bänder auf. Die hellen Beine sind schwarz punktiert.

## Verbreitung
Die Art ist im gesamten Mittelmeerraum (holomediterran) und in der Schwarzmeerregion verbreitet. In Mitteleuropa ist sie selten. Es gibt jedoch Nachweise aus der Bretagne, aus Belgien, von den Kanal-Inseln und erste Sichtungen auf den Britischen Inseln.

## Lebensweise
Die Wanzen findet man an verschiedenen Labkräutern (Galium) wie dem Kletten-Labkraut (Galium aparine) oder Wiesen-Labkraut (Galium mollugo). Die Art überwintert als Imago.

## Belege